# Paulo Campos
Paulo Campos, właśc. Paulo Luiz Campos (ur. 20 lutego 1957 w Niterói) – brazylijski trener piłkarski.

## Kariera trenerska
Karierę szkoleniowca rozpoczął w 1981 roku. Trenował kluby Calabar Rovers, São Cristóvão, Friburguense, Ohud, Asz-Szabab Rijad, Al-Ahli Dubaj, Ittihad FC, Al-Nasr Dubaj, Al-Wasl Dubaj, Botafogo, Ar-Rajjan SC, SE Palmeiras B, Al-Sailiya, Iraty, Paraná Clube, Paysandu SC, Vila Nova, Fluminense FC, Náutico, Asteras Tripolis, Criciúma, Mogi Mirim, Al-Hilal Omdurman, Resende, Duque de Caxias, Guaratinguetá, Tupi oraz Aris FC.
W latach 1983–1984 prowadził narodową reprezentację Kuwejtu. W 1986 był na czele reprezentacji Liberii. Od 1992 do 1993 roku kierował reprezentację Kataru. Również trenował juniorskie reprezentacje Ghany U-17 i Kataru U-17.

## Sukcesy i odznaczenia

### Sukcesy trenerskie
Asz-Szabab
- mistrz Arabii Saudyjskiej: 1990/91
- zdobywca Arabskiego Superpucharu: 2000

Ar-Rajjan
- zdobywca Qatar Crown Prince Cup: 2001

Asteras Tripolis
- mistrz Beta Ethniki: 2006/07

Al-Hilal Omdurman
- mistrz Sudanu: 2010